# Burg Wildegg
Burg Wildegg (tyska: Schloss Wildegg) är ett slott i  förbundslandet Niederösterreich, i den östra delen av Österrike, 20 km sydväst om huvudstaden Wien. Burg Wildegg ligger 435 meter över havet.
Terrängen runt Burg Wildegg är lite kuperad, och sluttar österut. Runt Burg Wildegg är det tätbefolkat, med 383 invånare per kvadratkilometer.. Närmaste större samhälle är Baden, 10,2 km sydost om Burg Wildegg. 
I omgivningarna runt Burg Wildegg växer i huvudsak blandskog.